# Семевский, Борис Николаевич
Бори́с Никола́евич Семе́вский (21 февраля [6 марта] 1907, Верховье — 5 декабря 1976, Ленинград) — советский экономико-географ, страновед, доктор географических наук (1949), профессор. Вице-президент Географического общества СССР (с 1970).

## Биография
Борис Николаевич Семевский родился в семье смоленских дворян 6 марта 1907 года в Верховье — имении своего деда В. Е. Рентельна в Велижском уезде Витебской губернии. Младший брат В.Н. Семевского. Окончил экономический факультет Московской сельскохозяйственной академии им. К. А. Тимирязева в 1931 году. Работал в Туркмении над проблемами хозяйственного освоения пустынь. В 1933 году возглавлял научные исследования в автопробеге Москва — Каракумы — Москва, в 1936 году — Каракумскую экспедицию. В 1934—1938 годах — директор Репетекской песчано-пустынной станции.
В первые дни Великой Отечественной войны Б. Н. Семевский был мобилизован и определён в картографический отдел Ленинградского фронта. Начиная с 1943 г. он преподавал в различных военных академиях. Приказом штаба Ленинградского фронта № 20576 от 24.09.1943 года воентехник 2-го ранга Семевский Б. Н. награждён медалью «За оборону Ленинграда».
Приказом № 2 от 19.10.1945 года ВА тыла и снабжения им. Молотова, капитан интендантской службы Семевский Б. Н. награждён медалью «За победу над Германией в Великой Отечественной войне 1941—1945 гг.».
В 1949 г. Б. Н. Семевский защитил докторскую диссертацию на тему «Теоретические и практические основы народно-хозяйственного использования пустынь». В 1951—1957 годах — декан географического факультета Ленинградского государственного педагогического института им. А. И. Герцена.
С 1958 году возглавлял кафедру экономической географии географического факультета ЛГУ им. А. А. Жданова.
В 1962—1964 годах работал на Кубе, принимал участие в разработке Национального атласа Кубы.
В 1970 году стал деканом географического факультета ЛГУ им. А. А. Жданова, в том же году был избран вице-президентом Географического общества СССР. Оба поста занимал до своей смерти в декабре 1976 года.
Похоронен на Серафимовском кладбище Санкт-Петербурга.

## Вклад в науку
Б. Н. Семевский — один из основателей ленинградской научной школы социально-экономической географии зарубежного мира и страноведения. Специализировался на изучении США и Кубы. Участвовал в работе XXII (Монреаль) и XXIII (Ленинград) Международного географического конгресса. Был инициатором создания Комиссии географии Америки при Географическом обществе СССР.

## Основные работы
- Сельскохозяйственное освоение пустынь. — Л., 1937. — 86 с.
- Соединенные Штаты Америки. Экономико-географический очерк: Пособие для учителей. — М.: Учпедгиз, 1963. — 296 с.
- Вопросы теории экономической географии. — Л.: Изд-во ЛГУ, 1964. — 87 с.
- Экономическая география зарубежных стран. Ч. 1—2. — М., 1968—72 (соавтор и ред.).
- Экономическая география Кубы. — Л.: Наука, 1970. — 219 с.
- Введение в экономическую географию: Учеб. пособие. — Л.: Изд-во ЛГУ, 1972. — 336 с.
- Введение в экономическую географию: Учеб. пособие. — 2-е изд., испр. и доп. — Л.: Изд-во ЛГУ, 1976. — 334 с.
- Теоретическая экономгеография / Под ред. Н. Т. Агафонова. — Л.: Наука, 1981. — 172 с.